# Spanarna (film)
Spanarna (engelska: Stakeout) är en amerikansk action-komedi från 1987 i regi av John Badham, med Richard Dreyfuss och Emilio Estevez i huvudrollerna som poliserna Chris Lecce och Bill Reimers. Filmen hade Sverigepremiär den 5 februari 1988 och var tillåten från 15 år.

## Handling
De två polismännen Chris Lecce och Bill Reimers får ett rutinuppdrag att bevaka en ung kvinnas lägenhet. Kvinnan, Maria McGuire, är före detta flickvän till brottslingen Richard "Stick" Montgomery som är på rymmen och polisen tror att han kommer att söka upp Maria i hennes lägenhet förr eller senare eftersom han har en stor summa pengar som han gömt innan han fängslades. Det trista rutinuppdraget blir inte alltför trist för Chris, då han lyckas få kontakt med Maria och de två inleder en relation med varandra. Bill hjälper motvilligt Chris att hemlighålla förhållandet för deras chefer.

## Om filmen
Filmens story utspelar sig i Seattle i Washington men filmen var inspelad i Vancouver, British Columbia.

## Rollista (urval)
- Richard Dreyfuss - Chris Lecce
- Emilio Estevez - Bill Reimers
- Madeleine Stowe - Maria McGuire
- Aidan Quinn - Richard 'Stick' Montgomery
- Dan Lauria - Phil Coldshank
- Forest Whitaker - Jack Pismo
- Ian Tracey - Caylor Reese
- Earl Billings - Captain Giles
- Jackson Davies - FBI Agent Lusk